# قرار مجلس الأمن التابع للأمم المتحدة رقم 1415
قرار مجلس الأمن التابع للأمم المتحدة رقم 1415، المتخذ بالإجماع في 30 أيار / مايو 2002، بعد النظر في تقرير الأمين العام كوفي عنان بشأن قوة الأمم المتحدة لمراقبة فض الاشتباك، مدد المجلس ولايتها لمدة سبعة أشهر أخرى حتى 31 كانون الأول / ديسمبر 2002 .
ودعا القرار الأطراف المعنية إلى التنفيذ الفوري للقرار 338 (1973) وطلب من الأمين العام تقديم تقرير عن الوضع في نهاية تلك الفترة.
وجاء في تقرير الأمين العام للأمم المتحدة عملاً بالقرار السابق بشأن قوة الأمم المتحدة لمراقبة فض الاشتباك أن الوضع بين إسرائيل وسوريا ظل هادئًا دون وقوع حوادث خطيرة على الرغم من أن الوضع في الشرق الأوسط ككل ظل خطيرًا إلى أن يتم التوصل إلى تسوية. علاوة على ذلك، شكلت الألغام الأرضية في المنطقة الفاصلة تهديدا لأفراد القوة.

## روابط خارجية
- نص القرار في undocs.org